# Luring Shadows (film fra 1920)
Luring Shadows er en amerikansk stumfilm fra 1920 af Joseph Levering.

## Medvirkende
- Aida Horton